# Hsatung
Hsatung o Hsahtung (en birmà thaton) és un estat dels Estats Shan dins l'estat Shan de Myanmar. Té uns 759 km². La capital antigament fou Laiput però després es va canviar a Hsihseng, a la vall de Nam Pawn, a uns 70 km al sud de Hopong. Afronta a l'est amb el riu Nam Paw; al sud amb el Nam Tam Hpak que es desvia i es creua amb el Nam Pawn i així serveix de separació amb el territori Karenni, i a l'oest té unes muntanyes que el separen de la vall de Pilu. Només al nord, al límit amb Wanyin, la frontera és artificial. Aquest aïllament i la laboriositat dels Taungthu ha fet que l'estat hagi tingut una vida pacífica i que els llogarets siguin pròspers. Hi ha cultius d'arròs i cotó i explotació de fusta. La població està formada per Taungthu i una minoria Shan. Té dos subestats: un a la part occidental del sud, a l'altre costat del riu Pilu: Tamhpak (Tabet); i un altre a l'extrem sud: Lakmong.

## Història
El principat no va tenir cap participació activa a la Confederació d'estats Shan contra els britànics del 1886. El 1887 el príncep, de l'ètnia Taungthu, va acceptar el protectorat britànic. Sao Khin Kyi, fou el darrer príncep que realment va governar; va defensar l'autonomia Taungthu; es va casar amb una rica birmana de Tenasserim gràcies als diners de la qual va fundar tendes i un cinema a Taunggyi (on el comerç estava dominat per indis i xinesos), però foren destruïdes el 1944 per les bombes i el 1945 va quedar paralític d'una malaltia i va morir al cap d'un any. El 1949 els karen i karenni van entrar a l'estat; el jove hereu, un nen, fou enviat a Moulmein; els altres infants a Rangoon per educar-se; i la mahadevi es va quedar a la zona (a Taunggyi) i va fomentar la indústria de la fusta al principat. El 1959 el jove príncep, que era a Moulmein, va abdicar com la resta de prínceps del país shan i els principats esdevingueren repúbliques poc favorables a mantenir la unió amb Birmània.